# José Miguel Carrera
José Miguel Carrera y Verdugo (Santiago de Chile, Imperio español; 15 de octubre de 1785-Mendoza, Provincias Unidas del Río de la Plata; 4 de septiembre de 1821) fue un político y militar chileno, prócer de la emancipación de Chile y destacado participante en las guerras de independencia. Es reconocido como uno de los «padres de la Patria de Chile», jefe de gobierno, el primer general en jefe del Ejército y el primer caudillo en la historia republicana de dicho país, y uno de los primeros de América.
Era descendiente de una familia aristocrática hispana y tras servir a las armas del rey de España en contra del ejército de Napoleón, volvió a Chile en julio de 1811. Después de sucesivos golpes de Estado, el 15 de noviembre de dicho año asumió como presidente de la Junta Provisional de Gobierno de la actualmente llamada Patria Vieja y, tras disolver el Congreso Nacional, asumió plenos poderes el 2 de diciembre. Su gobierno, abiertamente separatista con respecto al aparato estatal de España, tuvo que enfrentar la invasión que el virrey Abascal mandó a realizar desde Talcahuano, desencadenando así la Guerra por la Independencia de Chile.
Tras liderar el primer proceso emancipador chileno conocido como Patria Vieja y después de la batalla de Rancagua, la cual resulta en una derrota, Carrera encabeza el éxodo patriota y se retira de Chile junto con el resto de militares y ciudadanos a la ciudad argentina de Mendoza. Allí trató de reorganizar la liberación de su país, para lo cual decide viajar a los Estados Unidos, donde el presidente James Madison lo recibe, logrando organizar una escuadra naval con oficiales napoleónicos y norteamericanos, siendo considerado un iniciador de la Armada de Chile. Volvió a Sudamérica, pero la Logia Lautaro impidió que pudiera regresar a Chile. Su vida política y militar desde 1818 en adelante se transformó en una enconada lucha entre quienes gobernaban Chile y Argentina, de fuerte influencia británica, y quienes veían a la República como el ideal a seguir.
Estos hechos fueron los que dieron al poeta chileno Pablo Neruda, premio Nobel, la inspiración para otorgarle el título de Príncipe de los caminos, siendo reconocido por los ranqueles con el título de "Pichi Rey". Su vida política y militar desde 1815 en adelante fue decayendo progresivamente hasta que, tras ser arrestado como montonero, fue fusilado en Mendoza en 1821, a los 35 años de edad.

## Visión general

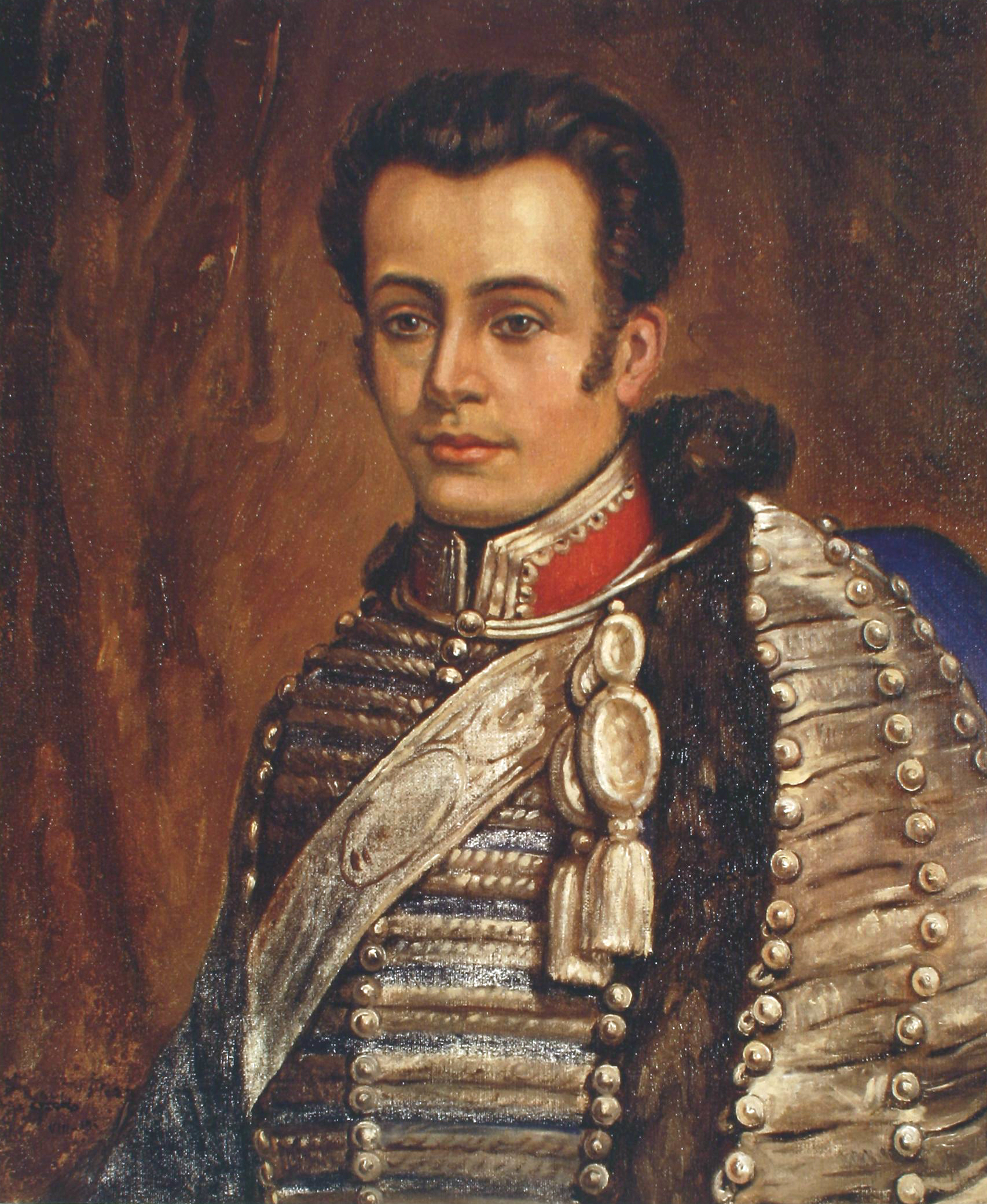
José Miguel Carrera retratado por el pintor Ezequiel Plaza.

José Miguel de la Carrera y Verdugo es considerado como uno de los padres de la patria en Chile, durante su vida fue acusado por algunos patriotas de traición a la causa, e interpretado como querer convertirse en un Napoleón en tierra chilena.
Algunos historiadores, como Diego Barros Arana, suponen que gran parte de estas controversias derivan del carácter impetuoso y apasionado de Carrera; Sin embargo, es posible también entender sus actos como motivados por una finalidad diferente a la de otros independentistas, lo que habría producido desacuerdos y problemas de carácter político.
En efecto, a pesar de que Carrera era claramente independentista, existen autores que dudan del republicanismo del caudillo, mientras que otros lo consideran el fundador de la República. Existen también algunos historiadores que simplemente lo ven como uno de los primeros caudillos que, basados en el poder militar y la demagogia, dominaron mucho de la vida política de América Latina.
Otra rama historiográfica reconoce el papel fundacional de Carrera. Ven en él a un revolucionario que en base al poder político que pudo acumular dotó al país no sólo de una constitución política sino de una nueva institucionalidad (como el Senado de 1812), de nuevos símbolos patrios, de una nueva educación más acorde con los nuevos tiempos y más extendida al incluir a las niñas, entre otros avances que harían de él el verdadero constructor del Estado. Dentro de esta corriente se puede catalogar a los hermanos Amunátegui y a Julio Alemparte.

## Biografía

### Infancia y juventud
Fue hijo del coronel de las Reales Milicias Ignacio de la Carrera y de las Cuevas y Francisca de Paula Verdugo Fernández de Valdivieso y Herrera (descendiente directa de Juan de Garay, Hernandarias, Jerónimo Luis de Cabrera, Diego de Villarroel, Martín Suárez de Toledo, Mencía Calderón, y del señor de Almonaster, regidor de Panamá, capitán general y gobernador de Tierra Firme, Gonzalo Martel de la Puente y Guzmán).
Fue el tercero de cuatro hermanos: Javiera, Juan José, José Miguel y Luis. Casado con su prima Mercedes Fontecilla y Fernández de Valdivieso, tuvo cinco hijos; cuatro mujeres y un hombre, José Miguel Carrera Fontecilla, padre del héroe del combate de la Concepción, el capitán Ignacio Carrera Pinto.
En 1807 fue enviado por su padre a España, donde logró una formación militar sólida, luchando por la causa hispana durante la Guerra de la Independencia Española. Se enroló en los Voluntarios de Madrid y los Húsares de Farnesio, participando en más de veinte batallas, siendo las principales la ocupación de la ciudad de Mora, retirada de Consuegra, combates de Yébenes, río Guadiana, batalla de Talavera y la batalla de Ocaña, en donde fue herido el 19 de noviembre de 1809.
Producto de la herida fue transferido a Cádiz, donde recibió la Cruz de Talavera y fue ascendido a sargento mayor del Regimiento de Húsares de Galicia. En esos momentos Cádiz era centro de gran agitación política, en la medida que allí se encontraba el Consejo de Regencia y se discutía la futura constitución. Es probable que en esa ciudad Carrera hubiera entrado en contacto con Joaquín Fernández de Leiva, quien era medio hermano de Manuel Rodríguez, íntimo amigo de José Miguel, y se encontraba allí en representación de Chile frente a las Cortes de Cádiz. Fue allí también donde conoció a José de San Martín.
Años después, San Martín recordaría —en una carta— que mientras estaba en España conoció a varios “jóvenes americanos” que decidieron volver a sus países para participar en el proceso por la independencia, que se agudizaba. En la carta San Martín no menciona quiénes fueron aquellas personas. Sin embargo, coincidencia o no, tanto José Miguel Carrera como José de San Martín presentaron sus pedidos para volver a sus respectivos países en 1811. Ambos tuvieron problemas para empezar, pero a poco tiempo la Regencia se los concedió.
Sin embargo, San Martín viajó primero a Londres, donde conoció —entre otros— a los venezolanos Luis López Méndez y Andrés Bello, el mexicano Servando Teresa de Mier, los argentinos Carlos María de Alvear —quien ya conocía a José Miguel— y José Matías Zapiola, y crucialmente, se unió a la Logia Lautaro. Se ha dicho también, sin ningún fundamento siquiera contingente, que José de San Martín tomó en esa ciudad conocimiento del llamado Plan de Maitland. Ha quedado aclarado por otros historiadores que la presencia de San Martín en Londres se debió exclusivamente a la necesidad de abordar un buque inglés tras partir de Cádiz hacia América, por la fuerza del bloqueo francés que mantenía la ciudad cercada. Carrera, por tanto, consigue trasladarse a América en un buque inglés de guerra que no hacía pasaje por Londres.
Mientras tanto, Carrera se embarca el 17 de abril de 1811 en el navío de guerra inglés Standard y arribaba a Santiago el 26 de julio, adentrándose inmediatamente en los vericuetos de la política local.
Desde ese momento y con sólo 25 años, Carrera cambió la orientación del proceso independentista chileno. Hasta el momento habían predominado los moderados, cuya idea era más bien obtener grados de autonomía dentro del Imperio español, sin llegar a la independencia plena. Carrera era un revolucionario que buscaba la independencia plena de Chile con respecto a España.

### Carrera, director de la Revolución

#### Intervención política de José Miguel Carrera: dudas y confusiones
Cuando José Miguel Carrera llega a Chile, el sector más independentista —liderado por Juan Martínez de Rozas, quien aparentemente era miembro de la misma logia masónica que Carrera, "logia lautaro" de Cádiz— había organizado un golpe de Estado alegando irregularidades en la elección del primer congreso, apoyado por sus hermanos Juan José y Luis, quienes estaban al mando de las tropas en la capital. José Miguel persuadió a sus hermanos de esperar, mientras él trataba de convencer al sector más conservador de solucionar el problema pacíficamente.
Fracasado ese intento, José Miguel decidió que la única solución era ese golpe, que tuvo lugar exitosamente el 4 de septiembre de 1811. Sin embargo, su intervención tuvo otras dos consecuencias: primero, debido a la posposición inicial del golpe se produjo un esbozo de rivalidad entre la capital y Concepción, y por ende, entre Rozas y Carrera. A consecuencia de esto, al día siguiente (5 de septiembre), pero sin coordinación con los sucesos de Santiago, los "exaltados" reemplazaron, en un cabildo abierto, a los diputados de esa provincia por otros independentistas. Segundo, Carrera demostró ser quien tenía el control efectivo sobre las fuerzas armadas.
El resultado inmediato fue que el Congreso Nacional quedó en manos del sector independentista. Sin embargo, el 15 de noviembre del mismo año, Carrera dio un segundo golpe, que mantuvo formalmente al Congreso, pero estableció un triunvirato integrado por José Gaspar Marín (por Coquimbo) y Bernardo O'Higgins —como suplente de Rozas— por Concepción y encabezado por el mismo Carrera (por Santiago), dando así comienzo a la controversia sobre sus motivaciones e intenciones.
Carrera mismo da tres motivos diferentes para ese segundo golpe. Carrera circuló el 20 de noviembre un panfleto anónimo que dice que ese Congreso sufría de la «nulidad más imaginable» por cuanto para su formación, «no se había consultado la voluntad libre del ciudadano i atropallado la representación general». Sin embargo, en un «Manifiesto» circulado en las provincias y fechada el 4 de diciembre del mismo, argumenta que la convocación al Congreso mismo había sido inoportuna, por cuanto el país no estaba preparado para tener ese tipo de instituciones. Agrega además que la elección de diputados habría sido nula debido a que había estado sujeta a «la acción de cábalas y facciones». Termina asegurando que tal situación era inaceptable para el pueblo, el cual no había tenido otro recurso que recurrir «a la tropa i, no pudiendo esta ensordecer con indolencia una queja que lo tocaba tan de cerca, hizo suya la demanda». Finalmente, en su diario militar revela que el propósito era deponer lo que el consideraba la preponderancia de la familia Larraín: «Ya no podíamos conformarnos por más tiempo con la dominación de la casa. Los buenos chilenos ocurrían acusándonos de haber sido los que habíamos puesto al país en manos de aquella familia i que por consiguiente habíamos cooperado a la esclavitud de todo Chile … nada protegía aquella maldita familia para no sofocarla». Lo interesante de esa última opinión —la privada de Carrera— es que no menciona intereses políticos más allá que la destrucción de esa familia y su reemplazo por la de él.
Poco después, el 2 de diciembre de 1811, el congreso fue disuelto, lo que llevó a la renuncia de Marín y O'Higgins del triunvirato. Carrera nos da, en su diario militar, sus razones: «Los hombres que componían el Congreso, en su mayor parte ignorantes, asesinos y últimamente dirigidos por uno o dos perversos, fue el motivo que nos determinó a su deposición». Él tenía ahora el poder total.
A consecuencia de lo anterior, la Junta de Concepción desconoció la autoridad del gobierno militar, demandando la restauración del gobierno representativo. Carrera —a través de O’Higgins— mandó aseveraciones de buena voluntad y en una reunión -a fines de abril de 1812- aseguró a Rozas que de hecho, “desde la revolución de diciembre protestó el gobierno (de Carrera) que sería Representativo”. Confiando en las palabras de Carrera, las tensiones se relajaron y las provincias del sur se dispusieron a recibir diputados a fin de resolver las dificultades. Carrera agrega en su diario «Para evitar los males con que nos amenazaban las juntas de Concepción i Valdivia, era preciso tomar medidas sagaces i activas; asegurada Concepción, nada costaba sugetar a Valdivia. En Julio de 1812 fue mandado a Concepción don Juan Antonio Salcedo i Muñoz, como diputado del gobierno (de Santiago) cerca de la junta de guerra, para tratar i cortar toda desavenencia; su principal objeto era destruirla, se logró por el influjo de don Pedro Benavente revolucionar la tropa, destruir la junta de guerra, apresarla, remitirla a Santiago con muchos de los sospechosos i dejar el mando seguro en manos de Benavente.» A consecuencia de esas y otras maniobras, la guarnición de Valdivia se puso a las órdenes del virrey del Perú y en Concepción misma las autoridades y sectores políticos más conservadores vieron fortalecidas sus posiciones.
Lo anterior dio motivos para muchas sospechas. Algunos vieron el segundo golpe como un intento de restaurar el partido monarquista. Otros, incluso ajenos a la política chilena como una tentativa basada en la ambición personal.

Es de notar que todo lo anterior fue justificado por José Miguel Carrera como necesario para el bien “de la causa de la independencia” debido a que «las formas republicanas unidas al poder absoluto; dividida la opinión por la divergencia de los partidos; la ambición disfrazada con el ropaje del Bien Público; la Autoridad sin reglas para mandar, el Pueblo sin leyes para obedecer, qual nave sin gobierno en medio de las olas, fluctuando entre las convulsiones de la anarquía, presentaba Chile en su estado de oscilación el quadro de la crisis espantosa ...». Sin embargo, a pesar de tales declaraciones en relación con buscar la independencia, es de notar que en documentos oficiales de su gobierno esa independencia nunca fue declarada y, por el contrario, se reconocía específicamente a Fernando VII como el legítimo rey de Chile. Aun tan tarde como en septiembre de 1814 —en vísperas del desastre de Rancagua— el gobierno Carrerino proclamaba que «Hoy le hostiliza el infame Mariano Osorio contra las órdenes expresas del Rey, que en el decreto del 4 de mayo de 1814 deja las autoridades constituidas en ambos hemisferios hasta la resolución de un nuevo Congreso, y anula la Constitución Española, y órdenes de la Regencia con la pena de muerte a los que pretendan su obediencia. Por tanto, se declara a Osorio y a todos los que sigan su campo traidores al Rey y a la patria.»
1. ↑  Véase: Reglamento Constitucional Provisorio de 1812

#### Obras de su Gobierno

Primer escudo chileno.

Entre las obras del gobierno de Carrera se cuenta la Constitución de 1812, que constaba de 27 artículos, y establecía un gobierno consistente de un Senado de 7 miembros y una Junta Superior de Gobierno, con tres vocales.
Es posible ver el documento como una tentativa de establecer una monarquía constitucional o parlamentaria, con una relación directa con la corona pero ninguna otra autoridad española. Se reconocía a Fernando VII de España como Rey, pero establece claramente que “el poder” reside en el pueblo (artículos 2, 6, 8) y que ese pueblo “hará su constitución” y que el rey ‘la aceptara’, declarando al mismo tiempo como nula cualquier orden o disposición proveniente de fuera del territorio nacional (artículo 5.º; ésta parece ser la primera vez que se implica que Chile es un "país"; a diferencia de "provincia" o parte de un imperio en documentos oficiales). Adicionalmente, aun cuando establece igualdad de derechos (art 24), Carrera y sus partidarios no abolieron los títulos de nobleza por, presuntamente, no aumentar "imprudentemente y sin necesidad el número de enemigos poderosos contra el sistema de la Independencia".
Esta interpretación parece congruente con un artículo, publicado en mayo de 1812 en la Aurora de Chile —y firmado por Camilo Henríquez, quien estaba a cargo de la comisión redactora de esa Constitución— que afirmaba: «El gobierno británico es un medio entre la monarquía, que se encamina a la arbitrariedad, la democracia, que termina en la anarquía, y la aristocracia, que es el más inmoral de los gobiernos, y el más incompatible con la felicidad pública. Es pues un gobierno mixto en que estos tres sistemas se templan, se observan, se reprimen. Su acción y reacción establece un equilibrio en que nace la libertad.» (...)

La primera bandera nacional, hecha por Doña Javiera Carrera, una de las obras del gobierno de Carrera. También conocida como bandera de la Patria Vieja (1812-1814).

Más confusa es la situación que ese gobierno tenía a corto plazo en la concepción de Carrera o qué papel se reservaba el mismo. Claramente, a largo plazo, se establecía la elección de los miembros del Senado y de la Junta Ejecutiva cada tres años. Pero en la práctica, Carrera eligió personalmente los primeros miembros de ese senado. Y el reglamento establece que los vocales de la Junta en esos momentos serán mantenidos en su cargo y serán reemplazados “en el caso de muerte o renuncia” (artículo 4).
La Junta carrerina prohibió en noviembre de 1812 la promoción de lo que consideraba sedición en contra del gobierno bajo la pena de amonestación y luego de exilio en caso de reincidencia; más tarde, el 25 de marzo de 1813, se decretó la pena capital en contra de aquellos que fueran encontrados culpables de conspirar para derrocar al gobierno. Además, se advirtió públicamente de castigos en contra de "jóvenes de inmoderado patriotismo" que insultaran a otras personas, ofreciendo confidencialidad y seguridad a los denunciantes, ya que la Junta creía que estos actos deshonraban también al gobierno.
En todo caso, parece justo decir que —cualquiera fueran sus intenciones o ambiciones— José Miguel Carrera estaba inspirado sino por las ideas liberales o republicanas por lo menos por las de la ilustración como se entendía en España y un naciente Patriotismo, que difería del concepto de patriotismo que tenían otros hispanoámericanos de la época como Bolívar, etc, que hablaban de una Patria Americana, mientras que Carrera hablaba de una Patria Chilena. La mayoría de las acciones de su gobierno parecen destinadas a crear lo que se llamaba una "opinión pública ilustrada" y a fomentar una identidad nacional distinta al ser súbditos españoles.

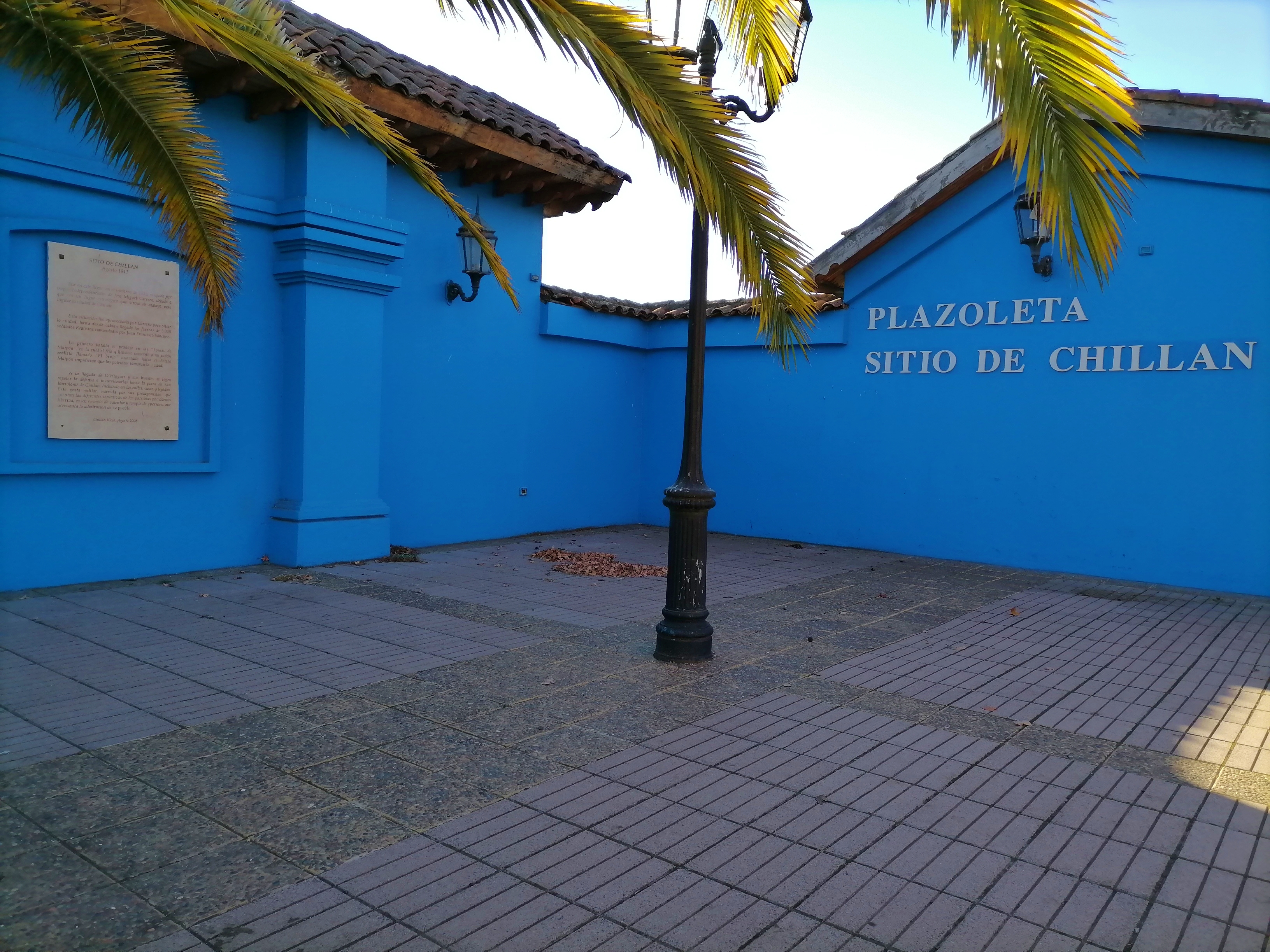
Plazoleta que recuerda el Sitio de Chillán, en el actual Chillán Viejo.

Personalmente diseñó, en conjunto con su hermana Javiera, los primeros símbolos nacionales: una bandera nacional (tres franjas iguales horizontales, en el orden de: azul, blanca y amarilla), un escudo de armas, muy diferente al actual y con dos sentencias latinas: Post tenebras lux (después de tinieblas, la luz) y Aut Consiliis Aut Ense (por la razón o la espada) y una escarapela -que se hizo obligatorio lucir. Adicionalmente, se estableció el 18 de septiembre como festividad, no sólo en reconocimiento del primer paso en el proceso de independencia, sino como forma de realzar el espíritu nacionalista de los ciudadanos chilenos.
Se puede alegar convincentemente que su deseo o intención era despertar el interés de los sectores populares, hasta ese punto totalmente indiferentes a la causa independentista, dado que el proceso de independencia fue, de acuerdo a las concepciones de la época obra de lo que se llamaba en aquellos tiempos "vecinos nobles" (terratenientes, aristócratas, mandatarios militares o eclesiásticos) ya sea europeos, en su mayoría españoles, o sus descendientes directos —los únicos que se aceptaba en esos días como criollos— dejando de lado sectores populares, no solo el creciente mestizaje y los indígenas pero también los españoles pobres o no nobles. Descripciones de ese tiempo dejan claro que los sectores "aristocráticos" y comerciantes acomodados consideraban inferiores no solo a esos pero también al naciente sector profesional, especialmente si estos provenían de familias "mestizas" (muy pocos). Para acceder a la educación superior en esos días era necesario pasar un examen de "pureza de sangre". Es decir, demostrar que no se era mestizo. El sector "no hispano puro" sufría de un analfabetismo casi absoluto, y de constantes maltratos y discriminaciones por parte de los dueños de la tierra y el dinero. Una lectura cuidadosa de sus escritos sugiere, sin embargo, que la concepción carrerina de "el pueblo" se refiere a lo que en esos días era considerado el Tercer Estado y en estos, probablemente, las clases medias.
Su gobierno publicó, además, el primer periódico del país: "La Aurora de Chile", cuyo editor era fray Camilo Henríquez, y en el que se proclamaron tanto los ideales independentistas como los de la ilustración. También fundó el Instituto Nacional y la Biblioteca Nacional de Chile e impulsó la formación de una Sociedad Económica de Amigos del País. Se establecieron escuelas gratuitas en los conventos, tanto para hombres como para mujeres y se establecieron relaciones comerciales con los Estados Unidos e incluso recibió al primer cónsul estadounidense en Chile Joel Robert Poinsett, con quien estableció una estrecha relación.
Entre sus otras obras se incluyen la iluminación nocturna y reparación de calles, obras públicas en Santiago. También fundó la Escuela de Granaderos, la cual era base para la futura Escuela Militar.

#### Resumen de sus obras

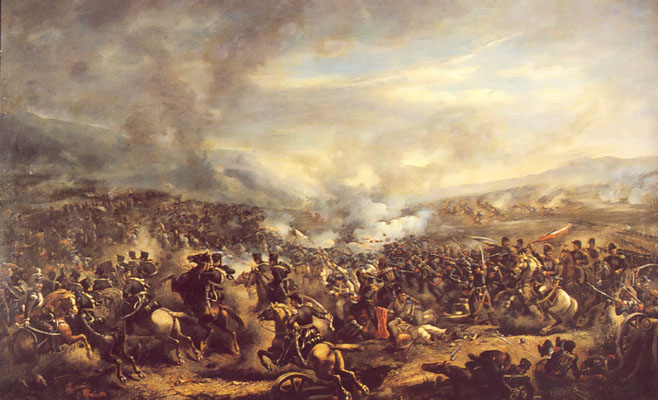
Batalla de El Roble, de Manuel Tapia (1835-1915).

* Creación del primer escudo nacional, la primera bandera nacional, y la escarapela símbolos característicos de la Patria Vieja.
- Creación del primer periódico nacional, Aurora de Chile, a cargo de fray Camilo Henríquez.
- Establecimiento de relaciones diplomáticas con Estados Unidos, por medio del cónsul Joel Roberts Poinsett.
- Fundación de la Escuela de Granaderos, predecesora de la Escuela Militar.
- Fundación del Instituto Nacional.
- Fundación de la Biblioteca Nacional de Chile.
- Reglamento Constitucional Provisorio de 1812.
- El primer golpe de Estado.

#### La lucha por la Independencia
En marzo de 1813, desembarcan las tropas de expedición enviadas por el Virreinato del Perú, a cargo del Brigadier Antonio Pareja, con el objetivo de sofocar la emancipación de Chile. Carrera asumió como General en Jefe del Ejército y combatió en Yerbas Buenas, San Carlos y Talcahuano. Las primeras batallas aunque celebradas como victorias en la capital, resultaban ser de incierto resultado; el gran grueso del ejército carecía de la misma experiencia que Carrera en batalla, siendo las deserciones y errores tácticos (y hasta vergonzosos) más comunes de lo que se podrían esperar.

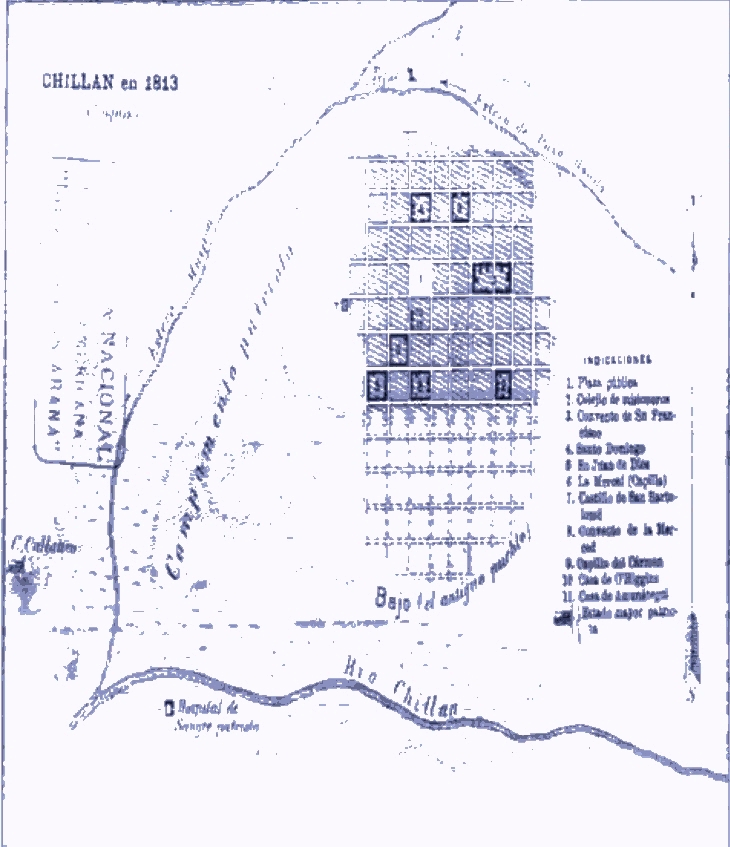
Croquis de Chillán (Chillán Viejo) ordenado levantar por Carrera para sitiar la ciudad.

Luego de la llegada de las tropas de Gabino Gaínza, Carrera puso en sitio la ciudad de Chillán, de la cual se tuvo que retirar por no contar con los medios adecuados.
En enero de 1814 le sucede en el mando del Ejército, el Brigadier Bernardo O'Higgins, victorioso en las batallas de El Roble, el Quilo y Membrillar. Una vez entregado el mando en Concepción, al dirigirse a Santiago es hecho prisionero por los españoles, pero logra fugarse.
El 23 de julio de 1814 encabeza con el presbítero Julián Uribe una revuelta que depone al Director Supremo, Francisco de la Lastra de la Sotta e instala una junta de gobierno con él como presidente. Sin embargo parte del gobierno civil escapa al sur y, en un cabildo abierto en Talca pide a O'Higgins que restaure el gobierno representativo. En consecuencia su hermano Luis enfrenta a O'Higgins en el combate de Las Tres Acequias, derrotándolo con una hábil estratagema defensiva. El desembarco del Brigadier Mariano Osorio enviado por el Virrey del Perú para sofocar nuevamente la independencia de Chile, los obliga a unir fuerzas, pero la falta de materiales de guerra y la celeridad de Osorio, desembocan en el Desastre de Rancagua, donde son batidas las fuerzas patriotas encabezadas por O'Higgins. Esta batalla marcó la separación definitiva entre ambos próceres al no prestar socorro Carrera a las fuerzas patriotas acorraladas en Rancagua. José Miguel Carrera y sus hermanos emigraron a Mendoza junto a muchas familias patriotas de Santiago. Él se encontraba en la retaguardia para proteger a la multitud que huía, enfrentándose con las tropas realistas en plena cordillera, en la denominada Batalla de los Papeles (el 11 de octubre de 1814). Llega a Argentina donde sólo logra enemistarse con el gobernador, siendo luego aprisionado.

### Carrera en el exilio

#### En Argentina
Cuando José Miguel y sus hermanos llegan el 17 de octubre, a Cuyo, la disputa entre los partidarios y los opuestos al gobierno carrerino recrudecieron. El general O'Higgins obtenía apoyo en José de San Martín, ya que ambos estaban unidos por la secreta Logia Lautarina para la liberación de América. Sin embargo, San Martín no tenía confianza en los Carrera, por una variedad de motivos, incluyendo una serie de actitudes por parte de los hermanos que fueron consideradas por San Martín como una tentativa de desconocer su autoridad. Al mismo tiempo, los hermanos habían sufrido mucho desprestigio a consecuencia del desastre de Rancagua y muchos entre los refugiados en Mendoza los acusaban, erróneamente, de haberse robado el tesoro nacional y de traición. Finalmente tanto O'Higgins como José Miguel y Juan José fueron enviados a Buenos Aires, donde los esperaba Luis, que se encontraba prisionero por haber matado en duelo a Juan Mackenna, debido a que Luis consideraba que el informe que Mackenna había entregado los injuriaba. San Martín, ante la disyuntiva de tener que enfrentar permanentemente los indisciplinados reclamos y acciones de los Carrera, cuando menos distracciones necesitaba dado su proyecto de cruce de los Andes, toma la decisión de no apoyar a José Miguel Carrera. Tampoco ignoraba que los Carrera mantenían vínculos amistosos con sus opositores lautarinos.
A su llegada a Buenos Aires, Carrera se encuentra con Carlos María Alvear, amigo suyo desde los tiempos de Cádiz y enemigo acérrimo de San Martín. Los dos generales se encontraron y estrecharon nuevamente su amistad. Aunque Alvear era miembro de la Logia Lautarina, también era el fundador de la Logia n.° 3 de Cádiz: "Los Caballeros Racionales", orden a la que se dice Carrera pertenecía. Adicionalmente, una disputa interna en la Logia Lautaro la había dividido entre los partidarios de San Martín y los de Alvear. Gracias a esta conexión, Carrera consigue la liberación de su hermano Luis. Poco después, Alvear tomó el poder asumiendo como Director Supremo de las Provincias Unidas, con lo cual Carrera habría obtenido un apoyo decisivo para lograr sus propósitos: ser reconocido como gobierno legítimo de Chile y obtener recursos para montar una expedición a Coquimbo, desde donde planeaba continuar la guerra por la independencia.

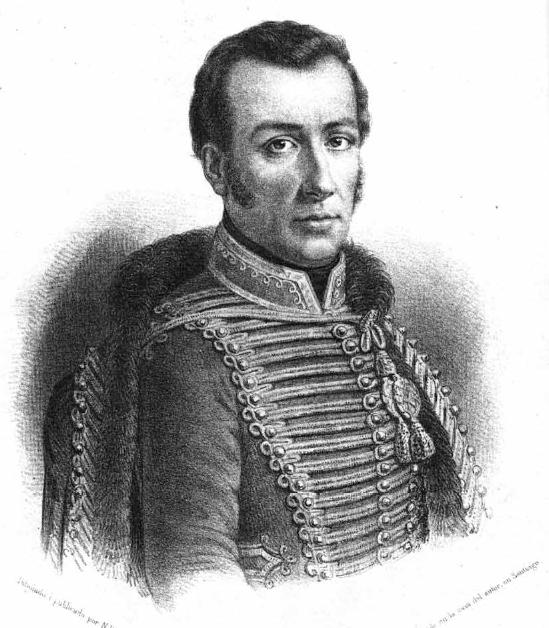
Carrera por Narciso Desmadryl (1801 - 1890)

Sin embargo el Cabildo de Buenos Aires, compuesto por un sector opuesto a Alvear, quien fue considerado por muchos como un dictador desplazó a Alvear del poder en abril de 1815, terminando con la esperanza de Carrera de obtener sus objetivos en Argentina.

#### Estados Unidos
Sin más recursos en Argentina, Carrera decidió apelar a sus conocidos en Estados Unidos, principalmente Poinsett, quien fuera amigo suyo cuando fue gobernante. Así fue como se embarcó a bordo del Helicopter , sin dinero y sin hablar el inglés, que logró dominar en los tres meses que duró el viaje en barco.
Poinsett lo introdujo al entonces secretario de Estado (James Monroe) a través de quien logró entrevistarse con el presidente de la época, James Madison, quien se excusó de no poder hacer nada por la liberación de América del Sur, ya que en ese tiempo Estados Unidos se encontraba en negociaciones para comprar Florida a España. Carrera reanudó su relación con otro amigo, el comodoro David Porter, quien más tarde lo ayudaría en su estadía. Adicionalmente, en Nueva York logró relacionarse con varios militares europeos de importancia, quienes lo aconsejaron respecto a cómo debía proceder; incluso logró ser admitido en la Logia Masónica estadounidense San Juan n.° 1, de Nueva York, perteneciente a la Grand Lodge of New York, el 24 de febrero de 1816, según consta en su diario, lo cual le sirvió para hacer contactos que le serían vitales en su misión.
Muchos norteamericanos fueron deslumbrados por Carrera y lo ayudaron, tanto en términos económicos, como prestándose a servir a su lado. Gracias a su estampa, figura y finura de sus modales, resultaba muy convincente y digno de admiración. Mientras tanto, en Chile, su padre era desterrado a Juan Fernández y los bienes de la familia Carrera requisados por los españoles.
Al cabo de un año, José Miguel logró reunir cinco embarcaciones: la corbeta Clifton, la fragata General Scott, la goleta Davey y los bergantines Savage y Regente, además de armamento y soldados para la liberación de Chile.
Llegó de vuelta a Argentina el 9 de febrero de 1817, según consigna en su diario. En esos momentos, el Ejército de los Andes había iniciado el cruce de la cordillera y la campaña se encontraba en un momento muy delicado. Carrera se negó a poner su flotilla al mando de San Martín, aduciendo que hacer tal cosa equivalía a decidir por adelantado el futuro gobierno de Chile. Según Diego José Benavente Carrera dijo “Entonces San Martín no va a liberar el país sino a conquistarlo, no va a dejar a los pueblos que elijan a su mandatario sino a imponerlo”. En consecuencia el Director Supremo de las Provincias Unidas del Río de la Plata, Juan Martín de Pueyrredón le impidió el paso a él y su flota, la que después de un intento de José Miguel de zarpar sin permiso fue requisada y esté encarcelado a bordo del bergantín Belén el 29 de marzo.
En su Manifiesto a los Pueblos, Carrera dice que después de la batalla de Chacabuco San Martín fue a visitarlo el 15 de abril para explicarle que su arresto se habría debido a motivos políticos, pero que ahora no había obstáculos para su libertad, —(la historia oficial no conoce este viaje del general argentino desde Chile a Buenos Aires)—. Poco después, a través de su hermana, se le dieron pasaportes para él y sus hermanos, lo que Carrera interpretó como un acto de querer eliminarlo: «después de esta escena teatral, no dudaba ya que se trataba de nuestro exterminio». Carrera, sin embargo, tuvo su momento de flaqueza, según Vicuña Mackenna que cita una carta de este a Pueyrredón (fechada el 3 de abril) en la que dice: «Apenas consiga de V.E. la libertad i un pasaporte para puertos extranjeros, i sin pensar mas en la carrera que me ha obligado a todo jénero de sacrificios, me dedicaré a endulzar las amarguras de los que son desdichados por mí». En adición, se le ofreció nombrarlo embajador a Estados Unidos y mantener los cargos militares a sus hermanos si lo acompañaban.
Pero al final, Carrera prefirió escapar un poco antes del 18 de abril, para lo que contó con la ayuda del comandante del Belén, Manuel de Monteverde y del oficial estadounidense William Kennedy. A bordo de un bergantín portugués, llegó a Montevideo donde recibió la protección del general Carlos Federico Lecor y, según Benavente, se dedicó «a vindicar su honor tan vilmente ultrajado (….) Escribió un manifiesto (…) I respondía a cuanta calumnia se le hacía...».
El viaje y posterior asilo de Carrera en Montevideo es calificado de ”imprudente” por Benjamín Vicuña MacKenna, agregando que se ve de nuevo esa vehemencia que hacía que Carrera actuó sin considerar las consecuencias. Este asilo puede ser visto como nefasto para su reputación política y posiblemente como un factor importante en el próximo ajusticiamiento de sus hermanos. Parafraseando al historiador inglés Edward Gibbon, se puede decir que en algún momento en el periodo que sigue, Carrera dejó de ser el autor de su destino y se transformó en actor en los proyectos de otros.
En efecto, tomando ventaja de que San Martín y la mayor parte del ejército Argentino se encontraba ya sea en Cuyo (particularmente Mendoza), preparándose a liberar Chile (ver Ejército de los Andes) o en el noroeste de las Provincias Unidas del Río de la Plata, previniendo una invasión desde el Alto Perú, el general portugués Lecor había invadido hacía poco la Provincia Oriental —(ocupando Montevideo el 20 de enero de 1817 al mando de un ejército monarquista, y en los momentos en que Carrera escogió asilarse bajo su protección, se temía una invasión al resto de las Provincias Unidas, intención final del Reino del Brasil bajo la influencia de la princesa Carlota—. Adicionalmente, en Argentina misma había un fuerte grupo partidario de ella. En esas circunstancias, basarse en Montevideo bajo la protección de un general líder de una expedición monarquista, daba obvios motivos para recelos y sospechas. Recelos que, se ha alegado, formaban parte central de las intenciones de Lecor y su secretario Nicolás Herrera
Sin embargo, los comienzos fueron buenos. Se le unió un grupo de partidarios, entre los que se encontraban, aparte de Kennedy (el oficial que lo ayudó a escapar), los dos Benaventes, Manuel Gandarillas, Pedro Vidal, Camilo Henríquez Además, al poco tiempo llegó a esa ciudad su antiguo amigo, el exdirector supremo Alvear, quien aparentemente se había ahora declarado fiel sirviente de la corona y promovía el federalismo. Carrera se dedicó a organizar sus planes y a preparar su Manifiesto a los Pueblos de Chile (terminado en septiembre de 1817 según Vicuña Mackenna pero publicado en marzo del año siguiente), y a conseguir ayuda para su proyecto.
Aun cuando no se sabe cuáles eran sus planes concretos, las numerosas cartas que mandó a su esposa y algunos otros documentos dejan entrever algo. Le dice a ella que bastaría con “ahorcar cuatro brivones”, que “lástima que “Riquelme” (O’Higgins) no tenga mil pescuesos para medio pagar”. Le informa que ha estado en contacto con Artigas y que, “de ahí, a Chile”. Declara que Chile está destinado a ser parte de una confederación del sur de América (Proclama a los Chilenos, Un Aviso a los Pueblos de Chile, etc). Escribe a EE. UU, desde donde recibe una carta - fechada en Washington el 15 de noviembre de 1817 y mandada a través de un oficial naval del gobierno de ese país- en que se le dice que el propósito de los enviados que le llevaron la carta “es preparar el camino para el reconocimiento de la independencia de aquellos países de Sud-América que estén dispuestos a establecer gobiernos conformes al nuestro” y que “el momento favorable ha llegado, abrigo la confianza de que sabrá Ud. aprovecharlo y emplear toda su energía en hacerlo fecundo”.
Para comprender el sentido de ese documento conviene tener en cuenta algunos otros factores. La carta está escrita muy cuidadosamente, no dice nada que no pueda ser explicado como una expresión de los mejores deseos a países hermanos. Y en todo caso no está escrita por un político del gobierno de EE. UU, sino por un alto oficial de la marina (David Porter, a la sazón comodoro y miembro de los Comisionados Navales de Estados Unidos, quien —se podía alegar— era amigo personal de José Miguel Carrera). La posición oficial del gobierno de EE. UU era que “en el presente no es expediente reconocer la independencia de las Provincias Unidas del Río de La Plata en consideración tanto a sus intereses como los de EEUU”. Un poco más tarde se revela cuáles son los problemas que causan tal inexperiencia: Argentina se muestra reacia a conceder a EE. UU la calidad de “nación más favorecida” en asuntos de comercio
La carta hace una referencia a “las miras de mi gobierno respecto a Sud-América y de Ud mismo”. A la sazón, el presidente de EE. UU era James Monroe -el mismo que algunos años después anunciaría la doctrina que lleva su nombre- y su secretario de Estado, John Quincy Adams, era el verdadero autor de esa doctrina. Se puede notar entre esa carta y esa doctrina una curiosa similitud de fondo: en ambos se afirma que, en relación con Sud-América, EE. UU. actuará sin consideración de los intereses europeos (de hecho, la carta establece las condiciones de esa doctrina: que si Inglaterra no se envuelve, EE. UU. actuará sin consideración a esos intereses)
Carrera recibió esa carta el 21 de marzo de 1818. Algunos días antes -el 4 de marzo- había finalmente publicado su Manifiesto a los Pueblos de Chile. Ese documento es, a pesar de que en él niega toda ambición política y agrega que no lo anima ni un deseo de rebelión ni de venganza, una verdadera proclamación del inicio de su campaña. Dirigido a los "Pueblos generosos, camaradas y compañeros de armas", en él acusa a San Martín y a O'Higgins de numerosas deshonestidades, incluyendo el estar en colusión con y ser la vanguardia de los monarquistas, etc, con el fin de "sustituir en su restauración al yugo extranjero el de sus pretendidos libertadores"
José Miguel declara que el objetivo de publicar ese Manifiesto no solo es defender su honor sino también "por lo menos avisar a los Pueblos de los peligros que los circundan, y prevenirlos contra las redes que arma cautelosamente la ambición detestable de un enemigo doméstico encubierto con el Paladín de la Libertad Pública" agregando que "No sería prudente callar por delicadeza lo que es preciso publicar por deber". "Nosotros hemos peleado, hemos derramado nuestra sangre para destruir la tiranía, no para cambiar de tiranos." Con esa publicación y la llegada de la carta desde Estados Unidos, los planes de Carrera, cualquiera que fueran sus detalles, parecían estar empezando a dar frutos.
Sin embargo, para esa fecha y aparentemente desprovistos de comunicación con él, sus hermanos habían decidido ya actuar. Situación que probó ser desastrosa tanto para ellos como para él.

#### La muerte de sus hermanos
Mientras tanto, Juan José Carrera, quien también había estado prisionero, pero en el bergantín 25 de Mayo fue puesto en libertad poco después de la fuga de José Miguel. Luis Carrera no fue aprisionado gracias a que estaba en casa de doña Quintanilla de Alvear y vivió como prófugo durante ese tiempo, hasta que fue puesto en libertad su hermano mayor.
Juan José y Luis se envolvieron rápidamente en la llamada “conspiración de 1817” con el apoyo y la posible instigación de su hermana, Javiera. El plan era volver a Chile con el propósito de apresar a O’Higgins y San Martín, forzandolos a renunciar, y tomar el poder. Contaban para esto con el apoyo de sus partidarios en Chile, sector que creían era considerable y que estaba a su espera.
Esos planes estaban avanzados en junio de 1817, los conspirados incluso se habían repartido los puestos del futuro gobierno: Manuel Rodríguez sería “dictador en lo político”. El General Miguel Brayer (quien había llegado con José Miguel y ahora prestaba servicio en el ejército libertador) estaría a cargo del ejército. José Miguel sería enviado de nuevo a Estados Unidos a organizar una nueva flota. Luis, a la cabeza de una de las columnas armadas de sus partidarios que se organizarían en Santiago, capturaría a O’Higgins mientras Juan José, al mando de la otra, se reservaba la captura y juicio militar de San Martín. A principio de ese mes los conjurados empezaron a viajar, por separado y en grupos pequeños a Santiago. A fines del mismo, los siguió Luis de Carrera, disfrazado de mozo de un oficial de apellido Cárdenas. Y, finalmente, el 8 de agosto, Juan José, como amigo y compañero de viaje de un 'impresor' (otro oficial),
Vicuña Mackenna llama al plan, entre otras cosas, una “funesta y loca trama”, producto de ”el sueño de una mujer” (es decir, Doña Javiera) agregando que cuando José Miguel se enteró, habría dicho: “Mis hermanos se pierden. No son hombres para estas empresas. No tienen ni discreción ni recursos, ni es ésta tampoco la época”.
Racional o no, el plan comenzó a desbaratarse rápidamente, aún antes de que todos los implicados pudieran cruzar la cordillera. Por algún motivo, Luis Carrera asaltó un postillón para robarle las cartas y fue apresado en Mendoza. Su compañero de viaje confesó de inmediato, lo que llevó al arresto de Juan José en San Luis, el 20 de agosto de 1817.
El resto de los conjurados fue capturado en Chile, alrededor del 8 de febrero de 1818. Junto a ellos fueron arrestados numerosos carrerinos (incluyendo a Manuel Rodríguez). Los conspiradores eran solo doce pero es posible que Rodríguez hubiera estado al tanto. Sin embargo, este juró que no solo no sabía nada, sino que además nunca estaría envuelto en tales maniobras.
A pesar de que los Carrera estaban detenidos en Mendoza, los documentos relevantes fueron enviados a Santiago para la atención de O'Higgins y San Martín. En la práctica, eso significó que el juicio se alargaba indefinidamente: los dos generales tenían otras preocupaciones más urgentes. Al mismo tiempo, y según Vicuña Mackenna, la falta de seriedad de la tentativa se hacía evidente. La mayoría de los acusados —incluido Manuel Rodríguez— fueron puestos en libertad. Esto hacía prever un desenlace leniente para los hermanos.
Desgraciadamente para ellos, en Mendoza fueron adicionalmente acusados de querer escapar con la ayuda de prisioneros realistas, a quienes intentaron armar y organizar para derrocar las autoridades provinciales e invadir Chile, cargos que Luis Carrera reconoció implícitamente lo cual lo ubicó en el estrado de traidor. A mayor desgracia, el descubrimiento de la tentativa coincidió con la noticia de la derrota patriota después de la Sorpresa de Cancha Rayada (1818) y la llegada de la noticia de la publicación (4 de marzo del mismo) del Manifiesto de José Miguel. Se temía una invasión realista ya sea desde Chile o desde el sur de Argentina. Dado que la ambición de poder político, militar y económico de los Carrera se tornaba fuera de control, las autoridades justificándose en los tiempos difíciles que se vivían, decidieron tomar medidas drásticas. Como consecuencia de todo esto fueron encontrados -en lo que en el mejor de los casos puede ser llamado un juicio sumario- culpables de los delitos de "lesa patria" y "actos contra la plaza" y condenados a muerte por el gobernador de Mendoza, Toribio Luzuriaga. (ver Barros Arana)
En Montevideo, José Miguel recibe la noticia de la ejecución que tuvo lugar el 8 de abril de 1818, tres días después de la Batalla de Maipú, que selló el triunfo patriota en Chile y poco más de un mes después de la publicación de su Manifiesto a los Pueblos. Su reacción deja poca duda que, a pesar de sus aseveraciones acerca de estar convencido de que se buscaba el exterminio de ellos, él no esperaba este desenlace.
Acerca de la inocencia o no de Manuel Rodríguez del cargo de conspiración, hay un elemento adicional a considerar. El regimiento de los Húsares de la Muerte, bajo su mando, no participó en esa batalla (Maipú) porque, según el entonces capitán de ese regimiento, don Ramón Allende, el cuerpo de oficiales. de capitán para arriba, decidió que "se trataría de conservar a todo trance el regimiento, con la casi seguridad de que próximamente debían llegar a Chile don Juan José y don Luis Carrera, presos en Mendoza, pero cuya libertad era inminente. En todo caso se contaba con don José Miguel, libre en Montevideo. En suma, el regimiento debía ser la base de una revolución contra aquel orden de cosas, que para ellos no era más que una persecución permanente, la cual tomaría mayores proporciones una vez pasada la presente situación.".
Manuel Rodríguez, al enterarse de la noticia de la muerte de los hermanos Carrera, tomó ventaja de un Cabildo Abierto (17 de abril) y organizó una tentativa de revuelta, entrando a caballo al Palacio de Gobierno chileno a la cabeza de una turba que demandaba el fin de la "intromisión argentina" y la abdicación del "Huacho Riquelme", a consecuencia de lo cual fue tomado prisionero y, se dice, se le siguió un juicio que no llevó a conocer datos concretos. Cabe considerar que la ausencia del regimiento del combate puede ser considerada deserción en tiempos de guerra, cargo que puede tener consecuencias serias. Lo mismo se puede decir de un oficial que demande la disolución de su ejército y trate de derrocar su gobierno. Al poco tiempo el regimiento fue disuelto y Rodríguez fue apresado y, según muchos historiadores, asesinado en Tiltil, el 26 de mayo de 1818.

#### Carrera después de la muerte de sus hermanos: suYo Acusoy "El Hurón"
Poniendo junto todo lo que se sabe acerca de qué hizo Carrera en esos días, es posible especular sobre su plan estratégico.
Dejando de lado aspectos más “personales”, como su declarada intención de “ahorcar a cuatro bribones”, para concentrarse en lo substantivo: Se sabe que estaba en contacto con Alvear, quien promovía ahora el federalismo. Se sabe que, durante 1817, había estado preparando una campaña de publicidad contra los gobiernos “unitarios” en Argentina y en Chile. Se sabe que estuvo en contacto con Artigas, quien fue uno de los principales promotores del federalismo en las provincias del Río de la Plata y que, de acuerdo con sus planes, “de ahí a Chile”. Se sabe que contaba con el apoyo de Estados Unidos para establecer gobiernos “conformes” al de ese país. Se sabe que, después de 1819, se dedicó a luchar para establecer a Alvear como presidente de una Argentina federal.
Parece entonces posible especular que el plan era lograr, a través de Artigas, el apoyo de la Liga Federal a fin de establecer a Alvear como presidente de una federación en las provincias unidas, lograr el reconocimiento de Estados Unidos para esa entidad y, con el apoyo de esos gobiernos, y el de sus partidarios entre los militares y civiles en Chile mismo, invadir a ese país a fin de integrarlo a una Federación del Sur. Podría ser que en esos planes Carrera se reservaba, a menos para empezar, el papel de cerebro estratégico, a cargo de una campaña política y relaciones con gobiernos y fuerzas exteriores.
Es posible también ver como tales planes servían al interés del general Lecor. Cualquier división o lucha entre las fuerzas patrióticas fortalecerían su posición militar y podían redundar en ventaja para los intereses expansionistas lusobrasileños.
En todo caso, en 1819 un enfervorecido Carrera juró venganza por la muerte de sus hermanos, de Rodríguez y por todas las penurias que tuvo que soportar su familia y, con redoblado ardor, continuó su acción. Desde Montevideo enviaba panfletos a Buenos Aires y a las Provincias Unidas, que propiciaban el estado federativo y denunciaban los intentos, según Carrera, de José de San Martín y Juan Martín de Pueyrredón de establecer una monarquía.
Mientras en Chile, el antiguo patricio don Ignacio de la Carrera, ya muy debilitado, era hostigado por O'Higgins, primero obligándole a pagar la deuda que contrajo José Miguel en Estados Unidos para armar su flota, no importando que hubiera sido requisada por Argentina, y después forzándole a pagar los gastos de la ejecución de sus hijos Juan José y Luis, último golpe que le destroza el corazón. Don Ignacio, de 86 años, ya sin fuerzas se echó a morir, y dos meses después de este incidente fallecería el 22 de junio de 1819.
Esto no hizo más que enfurecer aún más a Carrera, quien siguió publicando sus textos incendiarios, entre ellos su Yo Acuso. Frente a esto, Isarri creó la gaceta El Duende, mientras que en las Provincias Unidas del Río de la Plata se publicaba la Gaceta de Buenos Aires, dirigida por Julián Álvarez. En ambas se desprestigiaba a Carrera.
Frente a la creación de El Duende, Carrera creó El Hurón, periódico con el que pretendía desacreditar a los políticos bonaerenses por supuestas "intenciones monárquicas" y bajo la consigna de promover el federalismo. Distribuido por Carlos Rodríguez (hermano de Manuel Rodríguez), los hermanos Zamudio, el capitán Bustamante y un cura franciscano de nombre Solano García.

#### En Argentina

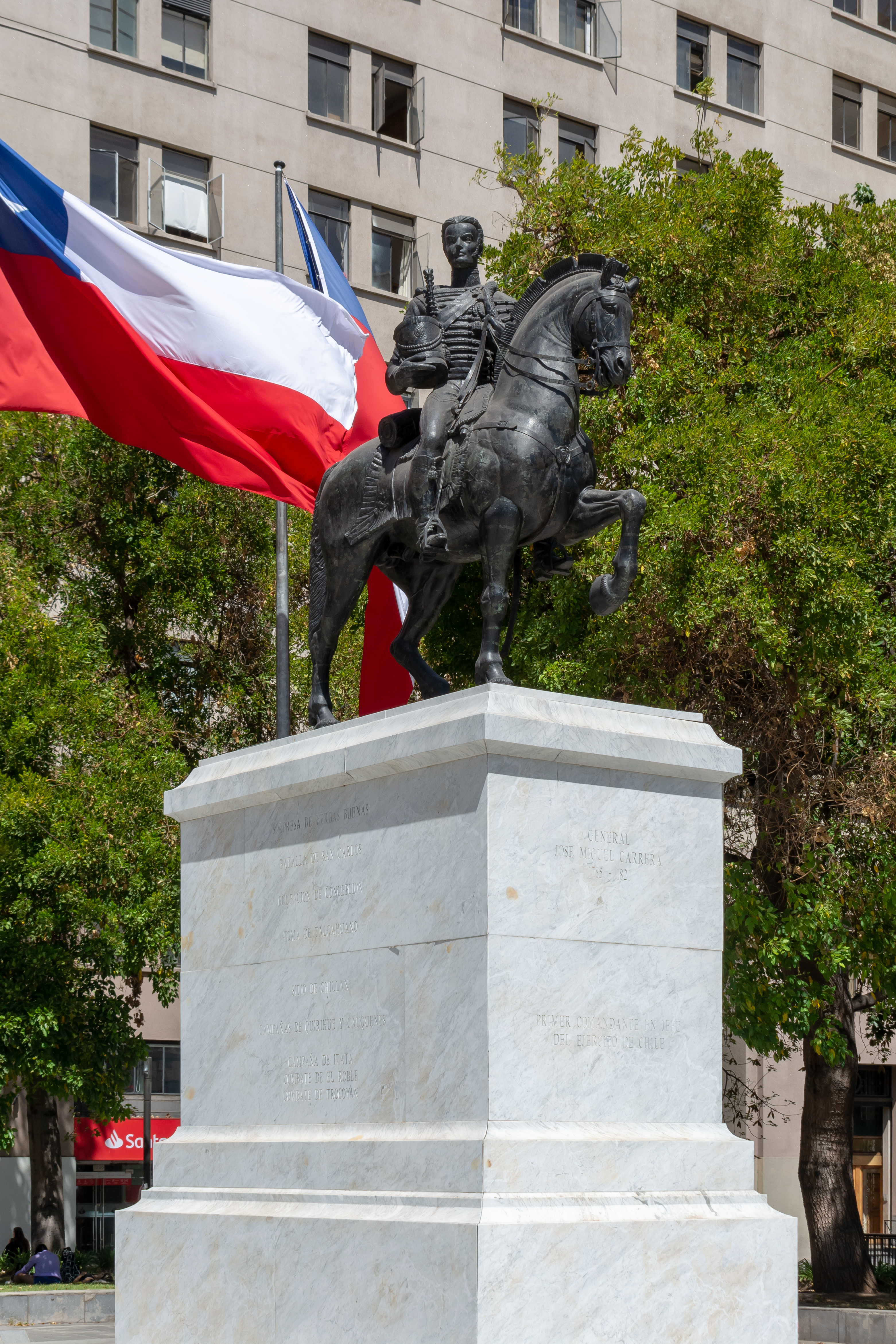
Estatua de José Miguel Carrera, trasladada a la plaza de la Ciudadanía en Santiago de Chile.

La alianza con Artigas o la Liga Federal no se concretó en los términos que posiblemente Alvear y Carrera esperaban y desprovisto, como consecuencia de las acciones de sus hermanos, de apoyo organizado en Chile, el plan se veía gravemente amenazado. Sin embargo, posiblemente considerando que sus actividades en Montevideo ya habían producido lo que podían, tanto Carrera como Alvear, más algunos de sus seguidores (los Benaventes, Pedro Vidal, etc), decidieron, a fines de 1819 y aparentemente bajo instrucciones de Artigas, abandonar Montevideo y se sumaron al ataque de los caudillos de Santa Fe y Entre Ríos, Estanislao López y Francisco Ramírez, contra Buenos Aires. Su biografía en el instituto de investigaciones históricas que lleva su nombre afirma que "Su pluma, manejada con inteligencia y audacia, había sido el gran motor de la Anarquía de 1820".
Junto con Francisco Ramírez, de Entre Ríos, y Estanislao López, de Santa Fe, planificaron el ataque contra los unitarios, triunfando en la batalla de la Cañada de Cepeda, el 1 de febrero de 1820.
El nuevo Gobernador de la Provincia de Buenos Aires, el general Manuel de Sarratea logró llegar a un entendimiento con los líderes federales, entendimiento en el cual Carrera participó y sus intereses fueron considerados: de acuerdo con la biografía en el Instituto de Investigaciones Históricas, Carrera tiene una participación secundaria en el Tratado del Pilar, el que da término a la Constitución unitaria de 1819, y consagra el régimen federal en Argentina. El Tratado concede soldados, armas y equipo con los que organiza su nuevo "Ejército Restaurador".
El problema para Carrera fue que si bien se logró establecer un gobierno federal en Argentina, no fue su amigo Alvear quien estaba a cargo. Así pues, aunque Carrera obtuvo fuerzas militares para su proyecto, éstas no eran lo suficiente como para lograr sus objetivos finales. Aun peor, las nuevas autoridades federales en las provincias no estaban dispuestas a dejarlo cruzar sus territorios hacia Chile. Y el gobierno de Buenos Aires carecía de la autoridad -y posiblemente del deseo- para obligarlas a concederle ese paso.
En lo que puede ser visto como un intento desesperado de lograr sus objetivos, Carrera convenció a López de convocar un cabildo en Luján, en el cual Alvear fue declarado Gobernador de Buenos Aires (1 de julio de 1819). Sin embargo, el Cabildo de Buenos Aires desconoció su elección y cuatro días más tarde eligió a Manuel Dorrego como gobernador. El futuro paladín del federalismo decidió vengar el revés sufrido por el ejército porteño y lanzó una ofensiva contra las fuerzas federales. López, aparentemente no realmente interesado en el asunto, se había retirado detrás del Arroyo del Medio, dejando a las fuerzas de Carrera y Alvear aisladas en la ciudad de San Nicolás de los Arroyos, donde, luego de un encarnizado combate, fueron completamente derrotadas. Dorrego informó al Cabildo de Buenos Aires de su victoria, destacando que “ha sido igualmente fruto de nuestra empresa la prisión del cuadro de oficiales que formaban la escolta de Alvear, que han sido los más obstinados en rendirse”. Luego de este fracaso, Alvear tuvo que regresar a Montevideo.

#### Su muerte
Carrera, a cargo de un grupo armado relativamente pequeño (cerca de 500 hombres) y bloqueado cerca de Buenos Aires, decidió internarse en las pampas con la esperanza de poder cruzar la cordillera hacia Chile. Fue ganando adeptos entre los indígenas, quienes, según la leyenda, llegaron a nombrarle "Pichi-Rey" (pequeño rey).

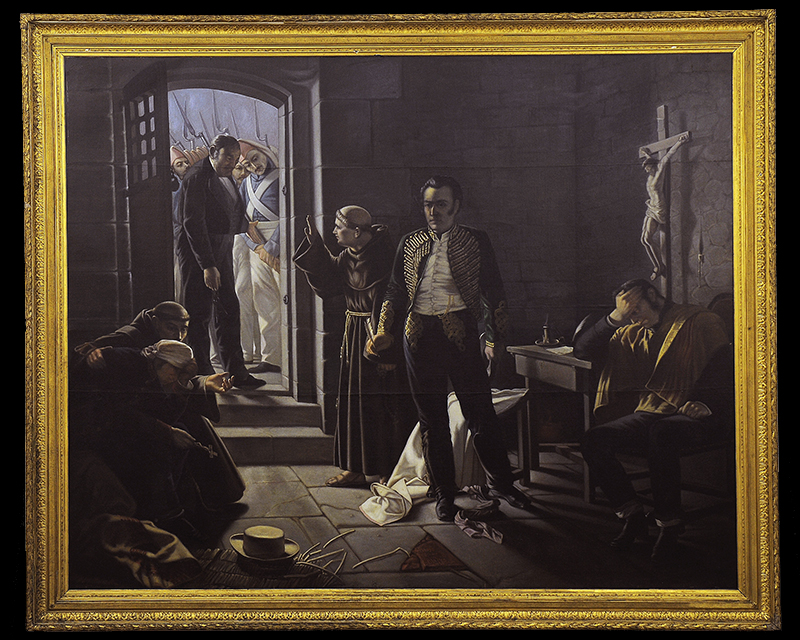
Los últimos momentos de Carrera, copia del óleo de Blanes hecha Agustín Araya (1874-1930), MHN.

Marchó sobre el centro de detención de Las Bruscas donde "...puso en libertad a los chilenos prisioneros en San Nicolás que estaban encerrados quienes consintieron alistarse en sus filas bajo la solemne promesa de ser restituidos a su libertad tan luego como la capital cayera en sus manos."
Luego, en lugar de tratar de cruzar la cordillera como eran sus planes originalmente, se dedicó a fomentar a las tribus indígenas para que hicieran una guerra contra las poblaciones civiles en la provincia de Buenos Aires, lo que naturalmente tuvo un efecto negativo sobre la imagen de Carrera tanto entre las autoridades como en la población civil.
Incentivó el ataque del cacique Yanquetruz a la localidad de Salto, en Buenos Aires, quien con su indiada destruyó el 3 de diciembre de 1820 buena parte de la población, asesinando a los hombres y esclavizando como botín de guerra a las mujeres. Los pueblos de Rojas, Lobos y Chascomús también fueron asaltados.
En febrero de 1821 abandona las tolderías de los ranqueles y se dirige a Chile solicitando libre paso a los gobernadores de Córdoba y de San Luis, quienes se niegan y lo enfrentan militarmente. Venció al gobernador cordobés general Juan Bautista Bustos en Chajá y al de San Luis, coronel Luis Videla, en Ensenada de las Pulgas, ocupando la ciudad de San Luis. Intentó luego unirse a las fuerzas del gobernador de Entre Ríos, general Francisco Ramírez, pero al no querer acompañarlo este a Chile, retornó a San Luis después de vencer a fuerzas mendocinas en Río Cuarto, mientras que Ramírez fue derrotado y muerto en Río Seco el 10 de julio del mismo año. El 30 de agosto Carrera fue derrotado en Punta del Médano por las fuerzas del coronel José Albino Gutiérrez.

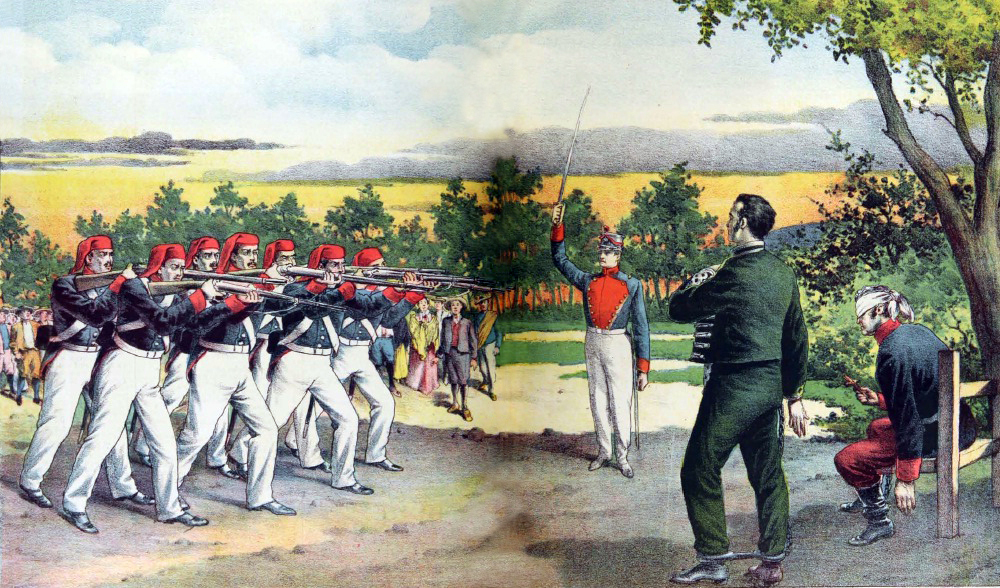
Fusilamiento de Carrera y del coronel Felipe Álvarez en Mendoza (litografía de 1904)

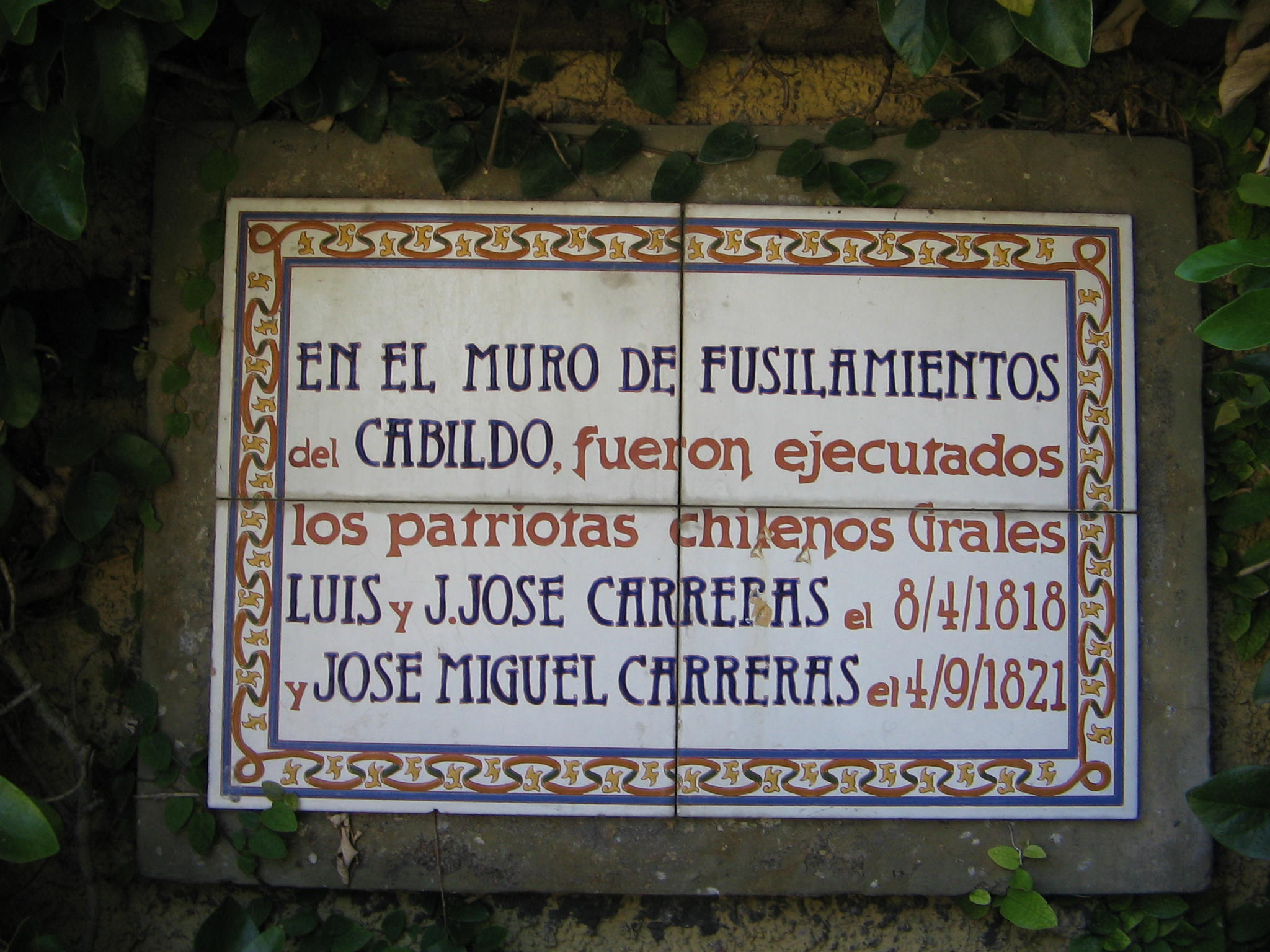
Placa conmemorativa del fusilamiento de los hermanos Carrera, Plaza Pedro del Castillo, Mendoza (el apellido está escrito erróneamente “Carreras” por “Carrera”).

Intentó replegarse a Jocolí con sus tropas, pero fue traicionado por algunos de sus seguidores y oficiales, quienes luego de insurreccionar a los soldados, lo tomaron prisionero junto con José María Benavente y Felipe Álvarez y lo entregaron al coronel mendocino Gutiérrez. Enjuiciado y condenado a muerte por numerosos crímenes fue fusilado cerca del mediodía del 4 de septiembre, en la plaza de Mendoza, por orden de Tomás Godoy Cruz. Durante esa ejecución, y de acuerdo con el relato de fray Benito Lamas Carrera demostró gran valor personal, solicitando no se le vendaron los ojos, que se apuntara donde estaba su mano (sobre su corazón) y estar de pie, todo lo cual le fue negado. A continuación, él se limpió cuidadosamente algunas motas de las mangas de su casaca militar y gritó ¡Muero por la libertad de América!.
Luego de ello y según lo relatado en una carta por John M. Forbes, agente de los Estados Unidos en Buenos Aires, al Secretario de Estado de Norteamérica John Quincy Adams, y de acuerdo con un boletín publicado en esa ciudad, el cuerpo de Carrera fue mutilado. Su cabeza fue cortada y expuesta en la plaza de Mendoza; su brazo derecho fue enviado al Gobernador de Córdoba, y el izquierdo a Punta de San Luis. Este acto fue considerado de salvaje ferocidad causando un sentimiento de horror en la comunidad. Sin embargo eso es negado por fray Lamas: "Preguntado por el que redacta esta memoria si era cierto, como dice el señor Yates en su diario impreso en el apéndice a la obra inglesa cuyo título es: Journal of a Residence in Chile by Mary Graham, London, 1824, si era cierto que a don José Miguel Carrera le cortaron, después de ejecutado, la cabeza y la mano derecha, me contestó que no había oído nunca semejante cosa, a pesar de haber acompañado, al suplicio al general, residir en Mendoza y haber predicado el sermón de gracias por la victoria de Mendoza contra él; así como la oración fúnebre del general Morón". Cabe considerar que ese tipo de mutilaciones no era —como el dictamen mismo sugiere— desconocido en la época y que Carrera mismo no era ajeno a esa “costumbre”, como cuando ordenó cortarle la cabeza al coronel Videla después de su derrota en la batalla por la ciudad de San Luis a fin de presentarla como regalo a su amigo, Estanislao López, entonces gobernador de Santa Fe. El Instituto de Investigaciones Históricas "José Miguel Carrera" ha estado tratando de establecer los hechos por algún tiempo, pero aún no ha publicado resultados.
Su repatriación tuvo lugar, en las palabras de Benavente "cuando Chile gozó de la plena libertad que nunca había tenido y tal vez no tendrá después", irónicamente, durante la presidencia de Francisco Antonio Pinto, persona que es considerada responsable de sepultar para siempre las tendencias federalistas en la política chilena.

## Reconocimiento póstumo

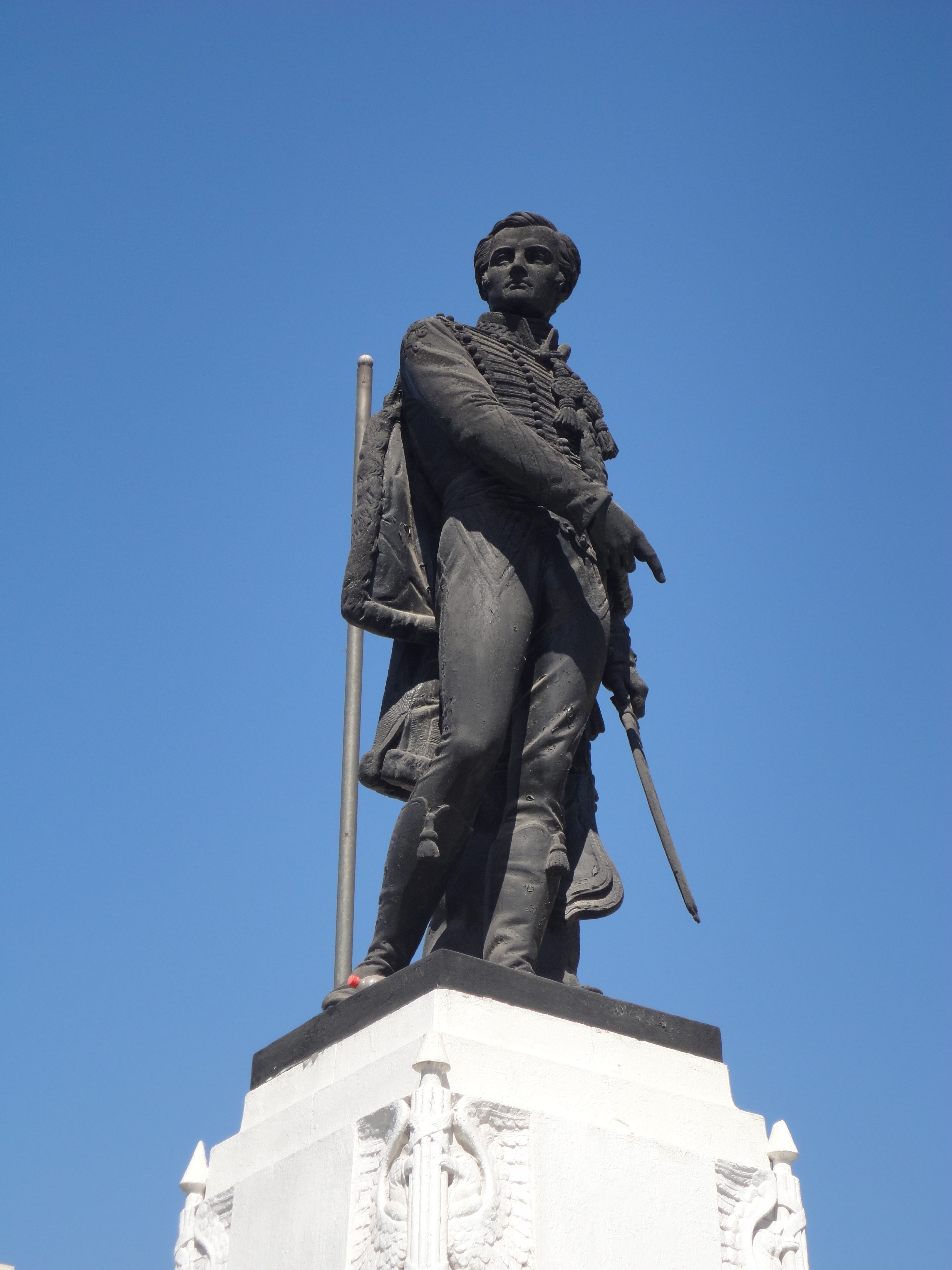
Estatua de Carrera por Auguste Dumont en San Miguel, Santiago.

Quizás lo correcto es decir que, por mucho tiempo, el prócer fue visto principalmente como una figura romántica en la Historia, visión basada no tanto en los hechos pero en una leyenda que fue medio creada y medio espontánea. Así, por ejemplo, y a pesar de que es generalmente conocido que la libertad de vientres fue establecida en Chile por el Primer Congreso Nacional —institución que Carrera derrocó por estar, en su opinión, compuesta por hombres que eran "en su mayor parte ignorantes, asesinos y últimamente dirigidos por uno o dos perversos"— Pablo Neruda implícitamente lo atribuye a Carrera ('Liberaste al hijo del esclavo.)
Otras piezas de la literatura ahondan sobre el carácter y las hazañas de Carrera; entre ellas se puede contar "Los Húsares Trágicos" de Jorge Inostrosa, así como también los escritos del historiador Benjamín Vicuña Mackenna (nieto de Juan Mackenna, a quien Luis Carrera matara en duelo). También se puede contar la producción chilena "Héroes", la cual en celebración de los 200 años de la independencia de Chile también narra la historia de otros próceres chilenos. Esas y muchas otras obras dan, a menudo, como hechos los mitos y leyendas que rodean al personaje o dan una versión que bordea en lo novelesco de los sucesos, tergiversando o mal interpretando hechos a fin de dar un ángulo romántico o "más interesante" a los acontecimientos. Vicuña Mackenna llega al extremo de sugerir que el complot de 1817 se debió al deseo de Javiera que su hermano Luis se casará con su hija, que se encontraba en Chile.
La historiografía chilena se ha visto por mucho tiempo dividida entre "carrerinos" y "o'higginistas" en un debate que ha sido generalmente estéril, centrándose en el supuesto olvido del papel de Carrera en la independencia de Chile y en detalles, entre otros, como los ya mencionados, debate que se expresa a menudo en tentativas de "restaurar" la posición de uno de esos personajes con cuidadosa omisión del otro.
Así, por ejemplo, en los últimos años los descendientes de la familia Carrera y de sus amigos más cercanos "han intentado que se reconozca nuevamente a don José Miguel como uno de los Padres Fundadores de Chile, dentro del contexto de un proceso emancipador que no fue obra de un solo hombre, sino un hecho colectivo, fruto del esfuerzo de muchas personas, entre las que destacan hombres y mujeres como Manuel Rodríguez, Ramón Freire, Javiera Carrera, Juan Martínez de Rozas, entre otros." Es interesante notar la ausencia en esa lista de, entre otros, tanto de O'Higgins como San Martín.
El Instituto de Investigaciones Históricas "José Miguel Carrera" sugiere una aproximación quizás con más relevancia a ese debate. De acuerdo con ese instituto, y frente al conocido unitarismo político de O'Higgins y San Martín: "Carrera también es el precursor de la Unión Americana. Pero una unión entre estados soberanos". Es, en parte, la propuesta que le entrega al propio Simón Bolívar, en una carta enviada en 1816, por intermedio de un pariente de Carrera, el famoso religioso chileno José Cortés de Madariaga, que fuera prócer de la independencia en Venezuela.
Actualmente el Ejército de Chile ha reconocido a don José Miguel Carrera como su primer comandante en jefe y en el último traspaso de mando del general Cheyre al general Izurieta, se ha iniciado la tradición de entregarle la espada del general Carrera al nuevo titular.
En 1971, bajo la Gran Logia de Chile, se funda la Respetable Logia "José Miguel Carrera" N.º 22, que honra al prócer
El 24 de noviembre del año 2005, la Armada de Chile, bautizó un submarino de la clase Scorpene, con el nombre Submarino General Carrera (SS-22), lo que constituye otro hito en la reivindicación histórica del prócer al tratarse del primer buque de guerra que lleva su nombre.
José Miguel fue abuelo del héroe de la Guerra del Pacífico, Ignacio Carrera Pinto.

### Reconocimiento bicentenario
El 2 de septiembre de 2010, el entonces presidente Sebastián Piñera, encabezó la reubicación e inauguración del monumento ecuestre a José Miguel Carrera, anteriormente ubicado en Alameda con Ejército, junto a la estatua de Bernardo O’Higgins en el Altar de la Patria, frente a La Moneda. Esta ceremonia marcó el simbólico reencuentro de dos próceres de la independencia y del desarrollo de Chile como nación republicana.
| Predecesor: Juan Enrique Rosales                                    | Presidente de la Junta Provisional de Gobierno 16 de noviembre - 13 de diciembre de 1811                    | Sucesor: Él mismo Autoridad Suprema Provisional                  |
| Predecesor: Él Mismo Presidente de la Junta Provisional de Gobierno | Autoridad Suprema Provisional 13 de diciembre de 1811 - 8 de enero de 1812                                  | Sucesor: Él mismo Presidente de la Junta Provisional de Gobierno |
| Predecesor: Él mismo Autoridad Suprema Provisional                  | Presidente de la Junta Provisional de Gobierno 8 de enero - 8 de abril de 1812                              | Sucesor: José Santiago Portales                                  |
| Predecesor: Pedro José Prado Jaraquemada                            | Presidente de la Junta Representativa de la Soberanía de Chile 6 de diciembre de 1812 - 30 de marzo de 1813 | Sucesor: Juan José Carrera Verdugo                               |
| Predecesor: Francisco de la Lastra Director Supremo                 | Presidente de la Junta de Gobierno de Chile 23 de julio - 2 de octubre de 1814                              | Sucesor: Cargo disuelto (Reconquista Española)                   |
| Predecesor: Creación del cargo                                      | General en Jefe del Ejército de Chile 31 de marzo – 23 de noviembre de 1813                                 | Sucesor: Bernardo O’Higgins                                      |
| Predecesor: Bernardo O’Higgins                                      | General en Jefe del Ejército de Chile 28 de agosto – 2 de octubre de 1814                                   | Sucesor: José de San Martín                                      |
| Predecesor: Pedro Herrera                                           | 3.° Gobernador de la Provincia de San Luis de facto 8 de marzo de 1821 - 2 de abril de 1821                 | Sucesor: José Gregorio Giménez                                   |
| Predecesor: José Gregorio Giménez                                   | 5.° Gobernador de la Provincia de San Luis 17 de julio de 1821 - 24 de julio de 1821                        | Sucesor: José Gregorio Giménez                                   |

## Interpretado en Cine y Televisión
La figura de José Miguel Carrera ha sido llevada al cine y televisión en las siguientes obras audiovisuales:
| Año  | Nombre                       | Director       | Actor           | Comentarios |
| ---- | ---------------------------- | -------------- | --------------- | --- |
| 2021 | Mitos y Leyendas de Peñaflor | Max Lastra     | -               | Mitos y Leyendas de Peñaflor es una serie documental de 6 capítulos que recoge parte del acervo cultural de una zona rica en patrimonio inmaterial como es Peñaflor. Serie financiada por el CNTV. En su capítulo "Los Próceres" cuenta detalles sobre la casa que habrían tenido los Carrera en Peñaflor, en especial de la leyenda de que el espíritu de José Miguel Carrera rondaba por los pasillos al encuentro con su joven viuda. |
| 2007 | Héroes                       | Cristián Galaz | Diego Casanueva | Héroes es una miniserie de telefilmes chilenos, producida por Canal 13. Esta serie es uno de los más ambiciosos proyectos con que la estación pretende conmemorar el bicentenario del inicio del proceso que culminaría con la independencia chilena. La serie consta de seis episodios. En su capítulo "Carrera, el príncipe de los caminos", parte con la lucha de Carrera por alcanzar el poder y así dar inicio a la revolución que llevaría al país a la independencia, contrario a las ideas de algunos moderados que esperaban un gobierno momentáneo en ausencia del rey de España, Fernando VII. Carrera se convierte finalmente en el gobernante de Chile con un golpe de Estado. Sin embargo, una vez en el poder, José Miguel Carrera se enfrenta a los conflictos internos con el comandante del Ejército, Bernardo O'Higgins, quien firma la tregua con los españoles en el Tratado de Lircay. |